# 马培德
马培德（Maped，Manufacture d'Articles de Precision Et de Dessin）是一家生产文具的法国家族企业。马培德在全球6个国家设有分支机构。

## 历史
1947年，马培德在安纳西创立。马培德的第一个产品的铜圆规。1992年收购橡皮擦专业公司Mallatt。1993年，马培德在中国设立的分支机构。之后马培德开始了多元化和全球化之路。2003年，马培德在法国发布第一个电视广告。2006年，收购德国办公文具供应商Halit和法国的JFP Graphos。